# Elena Kaliská
Elena Kaliská (Zvolen, 19. siječnja 1972.), slovačka kajakašica i kanuistica na divljim vodama, najtrofejnija svih vremena. Šest puta osvajala je Svjetski kup, dvostruka je olimpijska i svjetska te osmerostruka europska prvakinja te osvajačica ukupno 24 odličja s velikih natjecanja. Proglašena je Slovačkim športašem godine 2004. te je bila stjegonoša na otvaranju Olimpijskih igara u Pekingu 2008. Prva je Slovakinja koja je osvojila zlatno olimpijsko odličje.
Srednju školu završila je u rodnom Zvolenu. Diplomirala je kineziologiju na Fakultetu humanističkih znanosti Banskobistričkog sveučilišta. Članica je Slovačkog olimpijskog odbora. Godine 2007. proglašena je najuspješnijom slovačkom kajakašicom svih vremena.